# Hươu sừng ngắn lông đỏ thân nhỏ
Hươu sừng ngắn lông đỏ thân nhỏ (Mazama bororo) là một loài động vật có vú trong họ Hươu nai, bộ Guốc chẵn. Loài này được Duarte miêu tả năm 1996.